# 임요환
임요환(林遙煥, 1980년 9월 4일 ~ )은 대한민국의 전직 스타크래프트·스타크래프트 II 프로게이머, 전직 프로게임단 감독으로 본관은 조양 임씨 참의공파 25대손이다. SlayerS_'BoxeR'라는 아이디를 사용했고 주종족은 테란이었으며 현 소속사는 나눔엔터테인먼트이며 현재 T1의 스트리머 겸 크리에이터로 활동 중이다.

## 개요
임요환은 프로게이머 중에서 가장 크게 성공한 스타크래프트 프로게이머이다. 2007년 9월 기준으로, 포털 사이트 다음에 개설된 그의 팬카페에 가입한 회원수는 한 때 60만명을 넘었으며(하지만 2006년 2월부터 회원수가 빠른 속도로 줄어 현재는 16만명대이다.), 현재 대한민국에서는 그의 경기를 모은 DVD가 발매되어 있다. 2000년 가을에 처음 데뷔한 이래 공식, 비공식을 포함한 경기에서 1033전 603승 430패 (58.4%)를 기록하고 있다. 이런 높은 승률과 인기로 인해 2002년에는 처음으로 억대 연봉을 받는 프로게이머가 되었다. 2004년에는 구미(歐美)의 E스포츠 웹사이트인 ESReality의 독자로부터 사상 최고의 게이머로 뽑히기도 했다.
황제(皇帝)라고 불리며 e스포츠의 개척자이자 선구자이다.
군 입대 전부터 30대의 나이에도 현역 프로게이머로 활약할 것을 공언한 바 있다. 2006년 10월 9일 공군에 입대해 공군 에이스의 주축 테란으로 활동하기도 하였다. 2008년 12월 21일 전역 후, SK텔레콤 T1으로 복귀하여 프로리그 09-10시즌에서 화승 박준오와의 경기에서 승리해서 세간의 관심을 받고, 홍진호 선수와의 임진록을 펼쳤으나 그 후로는 이렇다할 성적을 기록하지 못했다. 임요환의 두가지 목표 중 하나였던 30대 프로게이머의 꿈은 최고령 프로게이머로 SK텔레콤 T1에서 활동하여 이루었지만, 다른 한가지 목표였던 후배들에게 FA 계약의 선례를 남겨주겠다는 것은 이루지 못한 채로 2010년 6월 SK텔레콤 T1과의 계약을 끝냈다.
2010년 10월 18일부터 스타크래프트 II로 전향하여, Sony Ericsson STARCRAFT II OPEN Season 2 4강 진출에 성공했다. 그러나 임재덕 선수를 상대로 4:0으로 석패, 아쉽게도 첫 진출인 GSL 시즌 2에서는 4강까지의 진출로 만족하게 되었다.
Sony Ericsson STARCRAFT II OPEN Season 3에서는 64강에서 김영일(T)에게 2:0 승리를 거두고 32강에 진출하였으나 최성훈(T)에게 1:2로 패배하면서 탈락하였다.
2011년에는 GSL에서 Code A 리거로 활동하고 있으며 슬럼프에 빠져있다가 MLG 3위, Code A 예선을 전승으로 통과하였다.
2012년 1월 26일부터 프로게이머를 완전히 은퇴하고 플레잉 감독으로 전환하였다.
2012년 8월 16일 친정팀인 SK텔레콤 T1 코치로 영입되었다. 이후 박용운 감독이 어드바이저로 직책을 변경하면서 수석코치에 임명되었고, 사실상 감독 역할을 맡기도 했다.
종교는 천주교이며, 세례명은 '고르고니아'이다.
누나가 세명이 있는데, 둘째 누나의 남편(즉 임요환의 둘째 자형)이 수원 현대건설 힐스테이트에서 코치를 맡고있는 손재홍이다.
연기자 김가연과 교제하였고, 2011년에 혼인 신고를 마쳤다. 2015년 1월 21일 배우자 김가연이 임신소식이 전해졌다. 아이의 태명은 마린이라 하여 같은 해 2015년 딸 하령을 득녀하였으며 이듬해 2016년 5월 김가연과 정식으로 결혼식을 올렸다.

## 학력
- 관악초등학교 졸업
- 봉천중학교 졸업
- 성보고등학교 졸업
- 원광디지털대학교 게임학과 학사
- 상명대학교 디지털미디어대학원 예술학 석사

## 데뷔

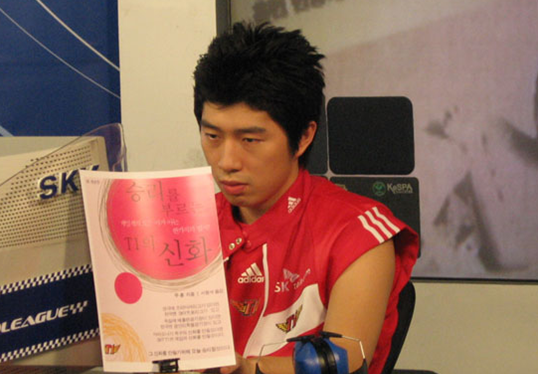
2006년 임요환

1999년 12월부터 경력을 쌓은 임요환은 당시 매우 약하다고 평가받던 테란을 주종족으로 뛰어난 전략을 사용하여 차례로 게임 대회를 석권하며 게임계에 두각을 나타냈다. 이 시기에 느린 이동속도로 엄청난 저평가를 받고 있던 드랍십을 적극 활용하였으며, 상성상 매우 약한 마린(Marine)을 조종하여 다수의 러커(Lurker)를 잡아내는 모습이 큰 화제가 되었다. 이 외에도 갖가지 그가 처음 선보인 전략들은 현재까지도 테란의 주요 전략으로 사용되고 있다. 그의 유닛 조종 능력, 전략성, 끈기 등을 통해 그는 이기기 어려워 보이는 게임을 승리로 이끄는 것으로도 유명하다.
이렇게 소규모의 유닛의 활용도가 높은 반면, 유닛을 대규모로 뽑아내는 능력은 다른 게이머에 비해 부족하다는 평이 있다. 세 종족과의 전적 중, 물량 활용이 많이 필요한 대 프로토스전이 가장 취약한 것도 이를 증명해준다. 대 테란전, 대 프로토스전에 비해 대 저그전 승률이 상당히 높은 편이며, 양대 방송사에서의 3회 우승 때도 상대는 항상 저그였다. 이 밖에도 WCG(World Cyber Games)에서 2001년과 2002년에 2년 연속 우승을 차지한 경험이 있다. 이런 이유로 임요환은 ‘테란의 황제’라는 별명을 얻게 되었다.
2000년 10월에 IS(화승 OZ)에 입단하면서 프로게이머로 활동하였으며, 2002년 10월 15일 임요환이 2002 SKY배 온게임넷 스타리그의 결승전을 치르고 팀내 프로토스 부족등의 이유로 인해 부친과 협의하에 팀을 나오게 된다. 이후 2002년 10월 28일 동양제과의 지원을 받게 되면서 2002년 11월 임요환의 개인 매니저였던 주훈 감독이 동양 오리온을 창단하였으나 개인 스폰 연장을 원한 오리온의 제안을 거절하고 4U라는 스폰 없는 팀을 창단하여 본인의 받았던 상금으로 팀을 운영하였다. 이후 SK텔레콤의 스폰으로 SKT1을 창단하게 된다.

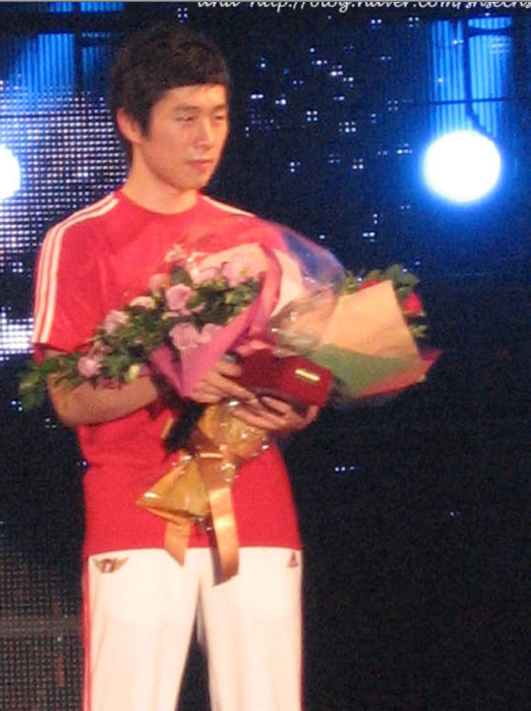
입대 전 마지막 경기를 치른 임요환

2001년 11월부터 2003년 4월까지 17개월 동안 계속된 케스파 공식 랭킹 1위에서 물러난 후, 다른 신예 게이머들이 부각되면서 임요환의 부진이 거론되었다. 하지만 2004 EVER 스타리그(우승 최연성. 이 대회에서 홍진호 선수와의 3연속 벙커링 경기가 있었다)와 SO1 스타리그(우승 오영종)에서 각각 준우승을 차지하며 기염을 토하기도 했다.
2006년 10월 3일, 홍진호, 마재윤과의 슈퍼파이트에서 對 마재윤 0:3, 對 홍진호 3:2로 마무리 지으며 10월 9일에 입대하였다. 특히, 홍진호와의 경기는 '임진록'이라 불리며 많은 사람들의 관심을 받았다. IeSF 스타 인비테이셔널 클래식 4강전까지 임진록 결과는 68전 35승 33패로 임요환이 약간 앞서있다.
임요환은 대전에 위치한 공군본부 공군 중앙전산소에 자대배치를 받아 현역 복무 후에 2008년 12월 21일 제대하였다.
임요환은 프로리그에서 355일만에 승리이자, 20대 후반의 프로게이머의 마지막 승이자 30대 프로게이머의 첫승을 거뒀다. (vs 박준오)(2009년 10월 25일 신한은행 프로리그 09-10 SKT T1 vs화승 OZ 제2경기)
2010년 6월에 이미 SKT T1과의 계약은 만료된 상황이며 재계약은 이루어지지 않았다. 또한 2010년 10월 10일, 글로벌 스타크래프트 II 리그 시즌2 예선전 2일차에 출전하여 본선진출에 성공 스타크래프트 II에서 새로운 도전을 시작한다.
2012년에는 SKT T1의 감독으로 활동하였으며, 1년간 팀을 이끌다가 건강상 문제로 감독직을 사임하였고, 최연성이 감독직을 이어 가게 되었다.
2013년에 프로 포커선수로 전향하였다.

## 에피소드

### 가을의 전설의 희생양
임요환은 초창기 적수가 없을 정도의 실력자였지만, 유독 결승전에서는 프로토스 선수들에게 패해 준우승에 머무는 경우가 종종 있었다. 2000년 게임큐 스타리그에서는 임성춘에게, 2001년 SKY 스타리그에     서는 김동수에게, 2002년 SKY 스타리그 결승에서는 박정석에게 패해 각각 준우승에 머물렀다.
이 때문에 가을 시즌이 되면 프로토스가 우승한다는 가을의 전설이라는 징크스가 생겨났다. 임요환은 2005년 So1 스타리그에서도 프로토스인 사신토스 오영종에게 패해 준우승에 머무름으로써, 가을의 전설의 희생양이 되었다.

### 삼연벙
임요환은 EVER2004 스타리그 4강에서 홍진호를 상대로 임진록을 벌이게 되었다. 테란의 황제 임요환과 폭풍 저그라 불리던 홍진호의 경기는 선수들의 이름 자 하나씩을 따서 임진록이라 불리며  스타크래프트 리그 역사상 최고의 빅이벤트로 지금도 인구에 회자되고 있다. 하지만 당시 두 선수는 전성기를 지난 상태로 오랫동안 임진록 경기는 성사되지 않았다.
당시 스타팬들은 오랜만에 성  사된 4강전 임진록에 기대가 부풀어 있었다. 그러나 그러한 기대와 달리 이 경기는 의외의 벙커링으로 싱겁게 끝나버리고 말아 팬들 사이에 논란이 많았다. 특히 팬들을 격앙시킨 부분 은 임요환이 3세트 연속으로 벙커링을 시도하여 승리를 거두었다는 점이다.
일반적으로 테란의 벙커링은 연이어 성공하기 어렵다. 이미 벙커링을 당한 상대 선수는 같은 수로 패배를 당하지 않기 위해 초반 벙커링 경계를 강화하기 때문이다. 하지만 임요환은 3연속 벙커링을 성공시켜 30분만에 3:0으로 경기를 끝냈으며, 경기 직후 관련 커뮤니티에 "임진록 보려고 치킨 주문해놨는데 배달 오니 경기가 끝났다", "역대 최악의 4강전" 등의 원망성 글들이 많이 올라왔고, 이때 임요환은 '임대가르시아' '임꼼수' '임요벙'이라는 별명까지 붙여졌다.

### 마지막 개인리그
So1 스타리그에서 극적으로 부활한 이후 신한은행 스타리그 2005에서도 8강에서 진출하는 등 준수한 활약을 이어나가고 있었으며, 신한은행 스타리그 2006 시즌1에서도 전 대회 4강 리거 박지호의 C조에 편성되어 가볍게 3승으로 통과한다. 하지만, 16강에서 최가람을 만나 2대1로 패배하며 탈락하였고, 이 경기는 임요환의 개인리그 공식전 마지막 전적이 되었다. 이후 그는 곰TV MSL 시즌2의 32강 진출을 마지막으로 개인리그에서 자취를 감추게 된다. 팀 내 가파른 세대교체 속에 프로리그 또한 출전 기회를 점차 잃게 되었고, 이에 프로게이머 인생의 전환기를 위해 공군에 입대한다.

### 공군으로의 새로운 출발과 위기, 그리고 제대
입대 이후 E-sports 계에서는 새로운 바람이 불었다.임요환의 입대로 인해 공군 ACE라는 팀을 만들었고 군인의 신분으로 게임을 할 수 있게 되었다. 하지만 공군은 열악한 환경으로 인해 기대와는 달리 패를 반복하기 일쑤였고 급기야는 팀해체라는 말이 나돌정도로 분위기가 안좋아졌다. 하지만 늘 패배만 한 것은 아니어서 임요환은 기적같이 하루 2승을 챙기며 (vs P강민,T이영호) KTF를 상대로 승점을 따내며 프로리그에서의 공군이라는 이미지를 더욱 확고히 해나갔으며 공군에서도 승률 5할본능은 계속되었다. 특히 신한은행 프로리그 2007 후기 리그에서 11승 10패로 염보성과 함께 테란 다승 공동 1위로 건재함을 과시하였다. 또한 신한은행 프로리그 2008에서 공군에이스는 유일하게 11위를 하며 꼴지를 탈출하였다.

### 30대 프로게이머의 도전,제대후 첫승
임요환은 2004년 발간한 자서전 《나만큼 미쳐봐》 등에서 자신이 30살이 넘어도 프로게이머 생활을 계속 할 것이라고 언급한 바 있다. 2008년 12월 21일 공군을 제대한 임요환은 곧바로 T1에 복귀하였고, 만 나이로는 29살이지만 한국 나이로 30살이 된 2009년에도 변함없이 활동을 계속하고 있었으며 헤리티지 대회에서 4강의 성적을 거두고 같은해 2009년 10월 25일 프로리그에서 화승 오즈의 저그 박준오를 상대로 355일 만에 첫 승리를 거두었다. 특히 이 경기에서는 엇박자 클로킹 레이스 견제에 이은 파이어벳 메딕 조합의 저그 멀티 기습, 마인을 이용한 역러쉬 방어 후 뉴클리어로 경기를 마무리짓는 인상적인 경기력을 선보여 다음, 네이버등 포털사이트 실시간 검색어 1위에 올랐다.

### 예선전에서의 선전
임요환은 2010년 2월 4일과 5일에 펼쳐진 MSL 서바이버 토너먼트 예선과 대한항공 스타리그 2010 Season 1 예선에서 비록 본선 진출은 실패하였지만 예상 밖의 선전을 보여주었다. 8강에서 저그 안정한을 상대로 깔끔한 승리를 거두는 등 두 예선 모두에서 4강에 진출하였다. 4강에서는 프로토스 신상호와 테란 신희승을 만나 그전 시즌 예선전과는 확연히 다른 업그레이드된 프로토스전을 보여주며 각각 1:2스코어를 기록, 비록 패배하였지만 팬들에게 또 한번의 기대감을 심어주었다. 특히 대테란전이 매우 뛰어난 신희승을 상대로 1세트를 먼저 가져갔다는 측면에서 볼 때 임요환의 다음 시즌 개인 리그 진출의 가능성이 점점 더 높아지고 있다고 보여진다.

### 라이벌 천재테란이윤열
스타크래프트 프로게이머시절부터 둘은 라이벌관계였다. 그 둘이 경기를 펼칠 때마다 수많은 관중들이 환호를 했으며, 지금의 '천재'와 '황제'의 매치까지 오기까지 서로 비슷한 실력을 가지고 있었다. 스타크래프트 II에서 다시 펼쳐진 '전략'의 임요환과, '운영'의 이윤열과의 경기는 GSL 시즌2에서 24승 24패로 동등한 성적을 만들었으며, 이후 인텔의 이벤트매치에서 또한 1승 1패를 추가하여 25승 25패로 동등한 성적을 가지고 있다.

### 천적 몽상가강민
스타크래프트 프로게이머시절부터 둘은 천적관계였다. NHN한게임배 온게임넷 스타리그 03~0416강에서 강민에게 2번이나 패배해 탈락을 확정 지었다.비공식전까지 포함하면 14:6으로 매우 약하다.

### 그가 경기에서 보여주었던 '악수'
임요환의 경우 자신이 승리할때나 패배할때나 상관없이, 자신이 32강에 오르든 16강에 오르든 상관없이 항상 경기가 끝나면 상대방 선수와 악수를 청한다. 이는 패배의 상황에서도 그 패배를 깨끗이 인정하는 것을 말한다. 그렇기에 그가 보여주었던 '악수'는 지금도 수많은 사람들에게 호평을 받고 있다. 이와 비슷한 사례로는 조용호가 있다.

## 주요 기록

### 스타크래프트1 시절 통산 전적
통산전적 (10.8.14 기준)
|             | 경기 | 승-패   | 승률  |
| ----------- | ---- | ------- | ----- |
| 대 테란     | 284  | 153–131 | 53.9% |
| 대 저그     | 433  | 281–152 | 64.9% |
| 대 프로토스 | 316  | 169–147 | 53.5% |
| 총합        | 1033 | 603–430 | 58.4% |

## 스타크래프트 Ⅱ 전향 이후

### 2010년 스타크래프트 Ⅱ 프로게이머 전향 이후
2010년 10월 9일, 임요환은 게임조선과의 인터뷰에서 스타크래프트 Ⅱ 전향을 선언했다. 이로써 그는 박성준, 이윤열, 장민철, 정종현에 이어 5번째로 스타크래프트 II로 전향하는 프로게이머가 되었다. 이 소식이 알려지자마자 인터넷 검색순위 1위에 이름을 올렸다.
Sony Ericsson STARCRAFT II OPEN Season 2 예선을 가볍게 통과하며 본선에 진출한다.
2010년 10월 18일에 열린 Sony Ericsson STARCRAFT II OPEN Season 2 64강 경기에서는 테란유저 황희두를 만나 테란전 실력을 보여주며 2:0으로 가볍게 32강에 진출했다. 이 경기는 생중계 도중 곰TV 서버를 다운시키는 사태를 일으켰으며 이후 곰TV가 공식사과를 하기에 이르렀다. 현재(2010-11-05 이전) 조회수 약 240만을 기록하였다.
2010년 10월 27일 열린 Sony Ericsson STARCRAFT II OPEN Season 2 32강 경기에서는 프로토스 유저 안정민을 만나 심리전을 보여주었다. 완벽하게 안정민을 기만하고, 밴시활용으로 2:0으로 가볍게 16강에 진출하였다. 이날 열린 임요환 vs 안정민의 2세트에서는 GSL 역사상 처음으로 손실유닛 '0' 을 기록한 경기가 되었다.
2010년 11월 2일, 비슷한 시기에 스타크래프트 1을 이끌어왔던 라이벌 이윤열과의 8강전이 펼쳐졌다. 1세트에서는 이윤열의 물량이 임요환의 본진까지 점령하는데 성공하여 임요환도 본진으로 카운터를 날렸고 임요환 역시 본진까지 점령하는데 성공하나 해병 뽑을 자원마저 부족하던 임요환은 밴시에 막히며 패배했다. 2세트는 임요환이 밴시를 적극적으로 활용하며 일꾼을 잡아내주었고 이윤열의 앞마당 뒷길을 쳐서 앞마당을 파괴하는데 성공, 이윤열이 모든 일꾼을 동원하여 올인 러시를 갔으나 공성 전차에 막히며 임요환이 승리하였다. 3세트는 이윤열이 4개의 화염차 드랍으로 일꾼 피해를 엄청나게 주는데는 성공했으나 어찌어찌 자원을 모으던 임요환은 공성 전차를 뽑고 2개의 토르와 일꾼 소수를 동원한 러시를 막아내고 밴시가 일꾼 다수를 잡아내주는 활약을 하였고 이에 다시 한 번 토르로 러시를 갔으나 재차 막히고 밴시에게 20기 이상의 일꾼이 잡힌 이윤열은 gg를 선언했다. 4세트에서는 이윤열이 빠른 유령을 생산, 임요환의 앞마당에 조이기 라인을 형성 이후 핵을 쏘면서 조이기 라인을 더욱 견고하게 하려고 했으나 임요환이 조이기 라인을 걷어내고 이후 역러시로 이윤열의 앞마당을 파괴하는데 성공, 본진까지 밀어붙인 결과 이윤열의 패배로 임요환이 3:1로 4강에 진출했다.
임요환이 이윤열과 펼친 8강전은 단순히 4강에 안착한다는 의미가 아니었다. 그렇기에 스타크래프트 1에서부터 시작된 라이벌인 이윤열전에서 승리를 거머쥔 임요환은 다른 경기보다 더 승리의 기쁨을 가질 수 있었다.
또한 이윤열과의 8강전은 전 세계의 큰 관심을 끌어, 한 때 네이트 뉴스 란의 스포츠 분야 실시간 급상승 관심뉴스 10개가 모두 이 경기에 관한 기사로 채워지기도 했다. 2010년 11월 5일 현재 곰TV에서 무려 280만 건에 육박하는 다시보기 조회수를 기록하였다.
2010년 11월 5일, 4강전에서 11월 1주차 배틀넷 ELL 랭킹 1위로 알려진 저그 선수 임재덕과 결승행 티켓을 놓고 경기를 펼쳤으나 0:4로 완패했다.
2010년 11월 22일부터 시작된 Sony Ericsson STARCRAFT II OPEN Season 3에도 출전하여 11월 25일에는 64강전에서 테란 유저 김영일을 상대로 2:0으로 승리하였다. 그러나 이후에 32강전에서 테란 유저 최성훈에게 2:1로 패배하고 말았다.

### 스타크래프트 Ⅱ의 임진록
스타크래프트에서 숙명의 라이벌 관계를 형성하며 수많은 명경기를 연출하며 임진록이라고 불리었던 임요환과 홍진호의 경기가 2011년 8월 5일 22:00시에 부산 해운대에서 펼쳐졌다. 세기의 대결로 주목받으며 많은 관중이 몰렸고 3전 2선승제로 펼쳐진 경기에서 임요환이 2:1로 승리하였다. 이 경기에서의 화제는 단연 '벙커'였는데 1set에서 임요환은 벙커를 연이어 짓는 '벙커레이터'를 선보였다. 또 2Set에서 홍진호는 대군주로 여왕과 바퀴를 드랍하는 새로운 전략을 선보이며 임요환을 혼란에 빠지게 했다. 그리고 이벤트전인 만큼 공식전에서는 할 수 없는 채팅을 하면서 또다른 즐거움을 주었다. 이 경기에서 홍진호가 스타크래프트 II를 통해 복귀를 선언할 가능성이 제기되었으나 홍진호는 확실한 답변을 하지 않았다. 홍진호는 결국 스타크래프트 Ⅱ로 전향을 하지 않음을 선언하면서 둘의 임진록은 이로써 역사 속으로 완전히 사라지게 되었다.

### 2011년 GSL에서의 활약과 2012년 감독으로의 전환
2011년 1월 4일 새해에 펼쳐진 소니에릭슨 GSL 시즌 Jan.에서는 첫 임요환의 경기는 출발이 좋았다. 첫 경기 김유종과의 경기에서 15병영과 5궤도 사령부로 자원에 우세해짐으로써 3/3불곰으로 승리를 장식했다. 다음 경기에서 박상익과의 경기에는 저그전에 약한 모습을 버리고 맹독충의 피해를 줄이는 의료선에 불곰을 태워서 맹독충이 있는 곳에 드랍하는 놀라운 전술을 보여줬다. 2승을 한 임요환은 16강에 진출했다.
그러나 또 한번의 난관에 도착했다. 16강전에서 임요환은 서기수와의 경기에서 패하였고, 2경기에서는 공교롭게도 1경기 승자인 임재덕과 다시 한번 리벤지 매치를 펼쳤으나 또 한번 임재덕에게 패배하고 Code S에 잔류로 만족해야만 했다. 시즌 Jan.이 끝난 두달이 지나 시즌 Mar.에서는 임요환이 김상철과 강초원에게 연패를 하였고 3,4위전에서 임재덕과의 리벤지 매치를 펼쳤으나 3연패를 하며 아쉽게도 승격강등전을 치루었고 2011년 3월 15일에 치루어진 승격강등전에서 최정민과의 대결 끝에 패해 코드 A로 강등되었다
Code A [May] 시즌May에서 32강 상대인 김남중을 2:1로 물리쳐 16강에 진출하지만 16강상대인 한이석에게 2경기 모두 내주며 16강에서 탈락하였다
그리고 GSL July. Code A 32강전에서 상대인 이대진에게 2:0패배를 당하면서 코드 A 예선으로 강등당함으로써 코드 A에도 출전하지 못할 위기에 처했다.
다행히 코드 A 예선에서 전 경기를 전승으로 이끌며 다음 시즌인 GSL Aug.에서도 Code A에서도 경기를 할 수 있었다.
GSL Oct. 코드 A 예선에서 아쉽게 탈락하며 GSL에서의 부진은 계속되었다.
2011년 12월 22일 코드 S 진출에 성공하였다.
2012년 1월 9일에 다시 코드 A로 강등 되었다.
2012년 1월 26일 슬레이어스의 플레잉감독이 되었다.

### SK텔레콤 T1으로의 복귀와 스타2 테란전담코치로 영입, 감독으로 승격
2012년 4월 16일 어깨 통증 치료와 재활을 위해 5월 1일에 참가할 예정이였던 핫식스 GSL 시즌2 코드 A 1라운드 김수호와의 경기를 기권하고, 프로게이머 활동을 완전히 중단했다. 임요환은 이후 2012년 8월 16일 Slayers에서 SK텔레콤 T1으로 복귀함과 동시에 스타크래프트 2 테란 전담 코치로 영입되었다.
2012년 10월 17일 SK텔레콤 T1의 수석코치로 임명되었으며, 감독을 대행하였다.
2013년 4월 3일 SK텔레콤 T1의 감독으로 승격되었다.
그러나 건강상의 이유로 2013년 9월 26일 사의를 표명하여 감독직에서 은퇴했다.

## 별명
- 테란의 황제 = 과거 최약체 종족이었던 테란으로 이뤄냈던 화려한 성적과 경기력으로 얻게 된 닉네임.
- e스포츠의 아이콘 = 임요환이 스타크래프트를 널리알리고 e스포츠를 널리 알렸기 때문에 e스포츠의 아이콘이라는 별명이 붙었다.
- [임] = 당시 다른 프로게이머보다 상대적으로 큰 머리크기로 인해 생긴 별명
- 임대갈, 임대가르시아 = 위와 마찬가지
- 임요벙 = 삼연벙 직후 생긴 별명[3]

## 전적

### 선수

#### 개인 리그
- 스타크래프트 : 메이저 개인리그 우승 3회, 준우승 4회[4]

### 스타크래프트
1999년~2000년
- 1999년 12월 제1회 SBS 멀티게임 챔피언십 우승
- 2000년 크레지오 서바이벌 대전 우승
- 2000년 M.POLICE배 개인전 우승
- 2000년 KoreaC.net배 개인전 우승
- 2000년 삼성 디지털 KIGL 2000 왕중왕전 우승
- 2000년 Game-Q 스타리그 S1 준우승
- 2000년 KIGL 2000 하계리그 3위
- 2000년 KIGL 2000 추계리그 2위
- 2000년 제3회 하나로통신배 SBS 멀티게임 챔피언쉽 3위

2001년~2002년
- 2001년 Game-Q 월드 챔피언십 4위
- 2001년 ZZGame.com 프로게이머 초청전 우승
- 2001년 온게임넷 Last 1.07 특별전 우승 (3:0 기욤패트리)
- 2001년 Game-Q 스타리그 S3 우승
- 2001년 2001 한빛소프트배 온게임넷 스타리그 우승 (3:0 장진남)
- 2001년 GGTV 스타워즈 2001 EP1 4강
- 2001년 GGTV 4대천왕전 4강
- 2001년 천안 사이버 게임체전 4위
- 2001년 GGTV 스타워즈 2001 EP2 우승
- 2001년 iTV 게임스페셜 올스타 8인전 2위
- 2001년 2001 코카콜라배 온게임넷 스타리그 우승 (3:2 홍진호)
- 2001년 WCG 2001 그랜드 파이널 스타크래프트 부문 우승 (2:0 베르트랑 그로스펠리에)
- 2001년 2001 SKY배 온게임넷 스타리그 2001 준우승 (2:3 김동수)
- 2001년 제2차 iTV 랭킹전 3위
- 2002년 2002 NATE배 온게임넷 스타리그 16강
- 2002년 2002년 KPGA 투어 1차리그 우승 (3:1 홍진호)
- 2002년 2002년 리복배 KPGA 투어 2차리그 8강
- 2002년 WCG 2002 그랜드 파이널 스타크래프트 부문 우승 (2:0 홍진호)
- 2002년 iTV 랭킹전 S3 준우승
- 2002년 SKY배 2002 온게임넷 스타리그 준우승 (1:3 박정석)
- 2002년 펩시트위스트배 2002 KPGA 3차리그 3위
- 2002년 배스킨라빈스배 2002 KPGA 4차리그 6강
- 2002년 2002 Panasonic배 온게임넷 스타리그 8강

2003년~2005년
- 2003년 KTF Bigi배 4대천왕전 우승
- 2003년 KTEC배 2003 KPGA 위너스 챔피언십 준우승
- 2003년 핫브레이크배 온게임넷 마스터즈 2002 4위
- 2003년 Ting배 KBC 파워게임쇼 준우승
- 2003년 2003 Olympus배 온게임넷 스타리그 3위
- 2003년 Stout MSL 2003 8강
- 2003년 KBK 2003 제주 페스티벌 3위
- 2003년 부천시 승격기념 투나쇼핑 BIG4 우승
- 2003년 2003 Mycube배 온게임넷 스타리그 8강
- 2004년 NHN한게임배 온게임넷 스타리그 03~04 16강
- 2004년 KT-KTF 프리미어 리그 2004 준우승
- 2004년 EVER 스타리그 2004 준우승 (2:3 최연성)
- 2005년 IOPS 04~05 스타리그 16강
- 2005년 우주닷컴 MSL 2005 16강
- 2005년 2005 So1 스타리그 준우승 (2:3 오영종)
- 2005년 스니커즈 올스타 리그 8강
- 2005년 CYON MSL 2005 16강
- 2005년 2005 대한민국 e-SPORTS 대상 최고의 역전상

2006년~2009년
- 2006년 신한은행 스타리그 2005 8강
- 2006년 신한은행 스타리그 2006 Season 1 16강
- 2006년 프링글스 MSL 시즌1 8강
- 2006년 프링글스 MSL 시즌2 8강 (대회중 군입대로 기권)
- 2007년 곰TV MSL 시즌2 32강
- 2008년 곰TV 스타 인비테이셔널 16강
- 2009년 e스타즈 서울 2009 스타크래프트 헤리티지 4강
- 2009년 IeSF 스타 인비테이셔널 클래식 4강

### 스타크래프트 II
- 2010년 소니 에릭슨 스타크래프트 II OPEN Season 2 4강
- 2010년 G-Star 2010 스타크래프트 II 올스타전 8강
- 2010년 소니 에릭슨 스타크래프트 II OPEN Season 3 32강
- 2011년 소니 에릭슨 글로벌 스타크래프트II 리그 시즌 Jan. - Code S 16강
- 2011년 인텔 글로벌 스타크래프트II 리그 시즌 Mar. - Code S 32강(코드A로 강등)
- 2011년 LG 시네마 3D 글로벌 스타크래프트II 리그 시즌 May. - Code A 16강
- 2011년 펩시 글로벌 스타크래프트II 리그 시즌 July. - Code A 32강 (코드B로 강등)
- 2011년 소니 에릭슨 글로벌 스타크래프트 II 리그 시즌 Nov. - Code A 24강 (코드S로 승격)
- 2011년 MLG Anaheim 3위
- 2012 핫식스 2012 글로벌 스타크래프트 II 리그 시즌 1 Code S 32강
- 2012 핫식스 2012 글로벌 스타크래프트 II 리그 시즌 2 Code A 48강

#### 팀단위 리그
- 2003년 KTF EVER 온게임넷 프로리그 우승 (동양 오리온)
- 2004년 LG IBM MBC게임 팀리그 우승 (4U)
- 2004년 SKY 프로리그 2004 1라운드 준우승 (SKT T1)
- 2004년 투싼배 MBC게임 팀리그 우승 (SKT T1)
- 2005년 SKY 프로리그 2005 전기리그 우승 (SKT T1)
- 2005년 SKY 프로리그 2005 후기리그 우승 (SKT T1)
- 2005년 SKY 프로리그 2005 그랜드 파이널 우승 (SKT T1)
- 2006년 SKY 프로리그 2006 전기리그 우승 (SKT T1)
- 2007년 신한은행 프로리그 2007 올스타전 MVP
- 2008년 신한은행 프로리그 08-09 우승 (SKT T1)
- 2009년 신한은행 프로리그 09-10 준우승 (SKT T1)
- 2011년 글로벌 스타크래프트II 팀 리그 시즌 Feb. 8강 (SlayerS)
- 2011년 글로벌 스타크래프트II 팀 리그 시즌 Mar. 우승 (SlayerS)
- 2011년 글로벌 스타크래프트II 팀 리그 시즌 May. 우승 (SlayerS)

#### 기타 수상
- 2008년 2008 신지식인 대상
- 2012년 e스포츠 명예의 전당 헌액

### 코치, 감독
- 2012년 SK플래닛 스타크래프트 II 프로리그 시즌 2 3위
- 2013년 SK플래닛 스타크래프트 II 프로리그 12-13 4위

## 매체 출연

### 영화
- 《도둑맞곤 못살아》

### 드라마
- KBS 《사랑은 이런거야》 (2001년)
- tvN 《내일 그대와》 (2017년)

### 예능
- KBS2 《출발 드림팀》 (2001년)
- MBC 《일요일 일요일 밤에 - 브레인 서바이버》 (2003년)
- MBC 《유재석 김원희의 놀러와》 (2010.10.25)
- SBS 《스타커플최강전》 (2011.09.12)
- KBS2 《연예인 복불복 마라톤대회》 (2011.02.04)
- 온게임넷 《켠김에 왕까지》 (2010년 & 2012년)
- KBS2 《해피투게더 3》 242회 (2012.03.29)
- JTBC 《퀴즈쇼 아이돌 시사회》 17회 (2012.04.06)
- JTBC 《당신을 구하는 TV, 우리는 형사다》 15회 (2013.03.21)
- SBS 《일요일이 좋다 - 맨발의 친구들》 30회 (2013.11.10)
- tvN 《더 지니어스: 룰 브레이커》 (2013.12.07 ~ 2014.02.22)
- MBC 《나 혼자 산다》 43회 (2014.02.14)
- tvN 《현장토크쇼 택시》 344회 (2014.08.26)
- tvN 《더 지니어스: 그랜드 파이널》 (2015.06.27 ~ 2015.09.12)
- KBS2 《출발 드림팀 시즌2》 272회 (2015.03.08)
- KBS2 《1 대 100》 278회 (2015.03.10)
- KBS2 《대국민 토크쇼 안녕하세요》 223회 (2015.05.04)
- SBS 《자기야 - 백년손님》 297회 (2015.10.01)
- 채널A 《잘 살아보세》 (2015.11.14)
- MBC 《휴먼다큐 사람이 좋다》 150회 (2015.11.28)
- SBS 《일요일이 좋다 - 런닝맨》 275회 (2015.11.29)
- KBS2 《해피투게더 3》 336회 (2016.04.28)
- MBN 《사돈끼리》 (2016.10.26 ~ 2018.08.27)
- KBS2 《개그콘서트》 이럴줄알고 (김가연과 함께 게스트로 출연) (2016.06.19)
- KBS2 《구석구석 숨은 돈 찾기》 (김가연과 함께 출연) (2016.10.19)
- 네이버TV 《포커페이스》 (2018.02.14 ~)
- tvN 《유 퀴즈 온 더 블럭》  (김가연과 함께 출연) 247회 (2024.06.05)

### 교양 프로그램
- KBS1 《아침마당》(2003년)
- SBS 《한수진의 선데이 클릭》(2005년)
- KBS1 《파워 인터뷰》(2006년)

### 시상식
- KOREAN MUSIC AWARDS (2003년)
- 서울 가요 대상 (2005년)
- 멜론 뮤직 어워드 (2009년)
- KBO 리그 골든글러브 포수 부문 (2013년)

### 라디오
- SBS 《김동완의 텐텐클럽》(2001년)
- KBS 《표인봉, 이동우의 라디오가 좋아요》(2001년)
- MBC 《꿈꾸는 라디오, 윤건입니다》(2009년)

### 다큐멘터리
- tvN 임요환의 날개(2010년)

### 광고
- LG IBM
- LG Telecom
- 케이텍 마우스
- 중앙선거관리위원회 투표참여 캠페인(2006년)
- 핫브레이크
- 스타음료수
- SK Telecom
- 인텔 2세대 코어프로세서

## 저서&DVD
- 스타크래프트 황제 임요환의 드랍쉽(2001년)
- 나만큼 미쳐봐(2004년)
- 임요환의 스타리그 콜렉션(2003년)

## 기타
- 2005년 So1 스타리그 결승전에 진출하여 최고령 스타리그 결승 진출자(26세)라는 기록을 가지고 있다. (동시대에 활동했던 이윤열이 24세, 최연성이 23세에 결승에 진출했었다) 하지만, 이윤열, 최연성의 짧은 전성기 보다도 원래 프로게이머라는 직업 자체가 수명이 짧고, 끊임없이 새로운 전략과 신예들이 올라오는 상황에서 임요환의 선수 생활이 길었던 점이 오히려 특이한 점이다.
- E-스포츠의 올림픽이라고 할 수 있는 WCG 2회 연속 우승 기록(2001, 2002) 보유자로, WCG 명예의 전당에 헌액된 스타크래프트 게이머다. (2011년부터 스타크래프트2로 종목이 변경되어 유일한 헌액자로 남게되었다.)
- 2001년 한빛 소프트배, 코카콜라 스타리그에서 우승하며 첫 스타리그 2연패 기록을 남겼다. 이후 이제동(Z), 허영무(P) 등도 2연패 기록을 남겼다.
- 임요환의 WCG와 스타리그 2연패 기록상대는 홍진호였으며, 역대 전적 중 가장 많은 승(35승)과 가장 많은 패를 기록한 상대(33패)도 모두 홍진호다.
- 스타크래프트 개인리그 10-10 클럽 달성 (스타리그 본선 14회, MSL 본선 10회 진출)